# Elizabeth Hubbard
Elizabeth Hubbard (* 22. Dezember 1933 in New York City; † 8. April 2023 in Roxbury, Connecticut) war eine US-amerikanische Schauspielerin. Bekanntheit erlangte sie insbesondere durch ihre Rolle der Lucinda Walsh in Jung und Leidenschaftlich – Wie das Leben so spielt, die sie von 1984 bis 2010 verkörperte.

## Leben
Elizabeth Hubbard wurde 1933 als eines von drei Kindern der Ärztin Elizabeth Wright Hubbard (1896–1967) und Benjamin Alldritt Hubbard geboren. Sie besuchte das Radcliffe College, ehe sie zur Royal Academy of Dramatic Art nach London ging und dort als eine der ersten US-amerikanischen Studenten die silberne Medaille der Akademie erhielt.
Hubbard begann ihre Schauspielkarriere 1962 in der Rolle der Anne Fletcher in der Seifenoper Springfield Story. Im folgenden Jahr trat sie zudem als Carol Kramer in The Edge of Night auf. 1964 erhielt sie die Rolle der Dr. Althea Davis in der Krankenhausserie The Doctors, welche sie bis 1978 und abermals von 1981 bis zur Einstellung der Serie im Jahr 1982 verkörperte. Für diese Rolle erhielt Hubbard 1974 einen Daytime Emmy Award in der Kategorie Outstanding Lead Actress in a Drama Series.
Nach der Einstellung von The Doctors übernahm Hubbard für ein Jahr die Rolle der Estelle Chadwick in Liebe, Lüge, Leidenschaft. 1984 erhielt sie ihre bekannteste Rolle als Lucinda Walsh in Jung und Leidenschaftlich – Wie das Leben so spielt, die sie bis zum September 2010 26 Jahre lang verkörperte. Hubbard trat während dieser Zeit auch in anderen Fernsehserien und Soaps auf, unter anderem 2009 in der niederländischen Seifenoper Goede tijden, slechte tijden. Sie war bis zuletzt als Schauspielerin aktiv und wurde 2016 für einen weiteren Daytime Emmy Award für ihre Rolle in der Webserie Anacostia nominiert.
Elizabeth Hubbard war von 1970 bis zur Scheidung im Jahr 1972 mit David Bennett verheiratet. Das Paar hat einen gemeinsamen Sohn, der 1971 geboren wurde.

## Filmografie (Auswahl)
- 1962: Springfield Story (The Guiding Light, Fernsehserie, mind. 2 Folgen)
- 1963: The Edge of Night (Fernsehserie, regelmäßige Rolle)
- 1964–1982: The Doctors (Fernsehserie, mindestens 2596 Folgen)
- 1970: Die Leute von der Shiloh Ranch (The Virginian, Fernsehserie, Folge 8x15)
- 1970: Dr. med. Marcus Welby (Marcus Welby, M.D., Fernsehserie, Folge 1x21)
- 1970: Kein Lied für meinen Vater (I Never Sang for My Father)
- 1979: The Bell Jar
- 1980: Eine ganz normale Familie (Ordinary People)
- 1982: Verschollen am Cold River (Cold River)
- 1983–1984: Liebe, Lüge, Leidenschaft (One Life to Live, Fernsehserie, mind. 2 Folgen)
- 1984–2010: Jung und Leidenschaftlich – Wie das Leben so spielt (As the World Turns, Fernsehserie, mind. 1974 Folgen)
- 1992: Law & Order (Fernsehserie, Folge 3x04)
- 2000: Center Stage
- 2002: Der Job (The Job, Fernsehserie, Folge 2x12)
- 2005: Hope and Faith (Hope & Faith, Fernsehserie, Folge 2x16)
- 2006: The Treatment
- 2008: Life on Mars (Fernsehserie, Folge 1x06)
- 2009: Goede tijden, slechte tijden (Fernsehserie, 19 Folgen)
- 2015–2018: Anacostia (Webserie, 9 Folgen)
- 2019: I Got the Hook Up 2